# Clinton megye (Missouri)
Clinton megye az Amerikai Egyesült Államokban, azon belül Missouri államban található. Megyeszékhelye Plattsburg, legnagyobb városa Cameron. Lakosainak száma 21 184 fő (2020. április 1.). Clinton megye DeKalb, Caldwell, Ray, Clay, Platte és Buchanan megyékkel határos.

## Népesség
A megye népességének változása:
| Lakosok száma | 20 750 | 20 685 | 20 525 | 20 571 | 20 609 | 21 184 |
|               | 2010   | 2011   | 2012   | 2013   | 2015   | 2020   |